# Montreuil-sur-Mer Communal Cemetery
Montreuil-sur-Mer Communal Cemetery is een begraafplaats gelegen in de Franse plaats Montreuil (Pas-de-Calais). De militaire graven worden onderhouden door de Commonwealth War Graves Commission.
De begraafplaats telt 3 geïdentificeerde Gemenebest graven uit de Tweede Wereldoorlog.